# Israel Lagerfelt (1610–1684)
För andra personer med samma namn, se Israel Lagerfelt.
Israel Israelsson Lagerfelt, tidigare  Forthelius, född 28 april 1610 i Linköpings församling, Östergötland, död 27 maj 1684 i Kärna församling, Östergötlands län, var en svensk ämbetsman och diplomat. Han är den Lagerfeltska ättens stamfader. Han kallade sig först Forthelius och sedan Israelsson innan han 1646 adlades med namnet Lagerfelt.

## Biografi
Israel Lagerfelt föddes 1610 i Linköping. Han var son till domprosten Israel Olavi i Linköpings församling och dennes andra hustru, Sigrid Olofsdotter Gestricius som var änka efter biskop Petrus Jonæ Helsingus i Strängnäs stift. Fadern avled när han var fyra år och modern gifte då om sig med lektorn Nicolaus Nicolai Grubb vid Linköpings gymnasium, men skulle snart bli änka igen och då gifta om sig 1623 med biskopen Jonas Petri Gothus i Linköpings stift.
År 1629 blev Israel Lagerfelt student vid Uppsala universitet och 1632 informator åt riksrådet Gabriel Gustafsson Oxenstiernas son Gabriel Oxenstierna, vilken han följde på utrikes studieresor åren 1637–1640 till bland annat Danmark, Tyskland, Holland, England Frankrike och Italien. Lagerfelt utnämndes 1640 till lektor i historia vid Linköpings gymnasium, men tillträdde aldrig tjänsten. År 1641 förordnades han till sekreterare i Riksarkivet med ed 3 november samma år och var 1644–1645 sekreterare vid fredsunderhandlingarna vid Brömsebro. Han blev 24 december 1644 häradshövding i Västra härad av Jönköpings län och adlades 10 januari 1646 till Lagerfelt, samt introducerades 1647 i Sveriges Riddarhus som nummer 344. Han utnämndes 16 juli 1650 till vice president i Åbo hovrätt.
Mellan åren 1654 och 1681 var han vice president i Kommersekollegiet. 1654–1680 var han även riddarhusdirektör.
1645 var Lagerfelt sekreterare vid fredsunderhandlingarna vid Brömsebro. Han deltog under 1646 och 1649 som kommissarie i gränsläggningar med anledning av införlivandet av Jämtland och Halland i Sverige, och sändes 1653 som extra ordinarie envoyé till England.
Lagerfelt var riksdagsman åren 1647–1680, där han ansågs vara expert i ekonomi (han företrädde merkantilistiska idéer också på Kommersekollegium). I riksdagen överbevisade han borgarståndet om att handelskompanierna inte var monopol, och hävdade marknadsinriktade prisbildningar. Han verkade också för större öppenhet för andra trosinriktningar än den lutherska. Han var motståndare till skråväsendet, och deltog i att framta en ny skråordning som krävde större öppenhet i fråga om tillträde. Som sådan var han en föregångare till näringsfriheten.
På 1650-talet lät han bygga huset vid Skeppsbron nr 4 i Stockholm, som han ägde till sin död 1684. Byggnaden kallas idag Ruuthska palatset.

### Egendom
Lagerfelt ägde Viggbyholm i Täby socken, Lagerlunda i Kärna socken, Rosenkälla säteri i Sankt Lars socken, Bo i Västra Hargs socken och Gismestads östra herrgård i Vikingstads socken.

### Familj
Lagerfelt gifte sig första gången 29 augusti 1641 med Margareta Christoffersdotter Pennep (död 1658) i Reval. De fick tillsammans barnen Sigrid Lagerfelt (1644–1645), Brita Lagerfelt (1645–1654), Israel Lagerfelt (1647–1671), Margareta Lagerfelt (1648–1672), Sigrid Lagerfelt (1649–1672), Gabriel Lagerfelt (1651–1651), Gustaf Lagerfelt (1652–1652) och Brita Lagerfelt (1658–1729) som var gift med ryttmästaren Jakob Sinclair.
Lagerfelt gifte sig andra gången 14 september 1662 i Stockholm med Christina Maria Hård af Torestorp (1636–1701), dotter till majoren Nils Hård af Torestorp och Margareta Lucia Retzdorff. De fick tillsammans barnen Magnus Lagerfelt (1663–1679), Maria Christina Lagerfelt (1664–1665), kaptenen Nils Lagerfelt (1665–1715) vid livgardet, ryttmästaren Carl Gustaf Lagerfelt (1667–1705) vid Östgöta kavalleriregemente, Anna Margareta Lagerfelt (1668–1670) och Israel Lagerfelt (1672–1674).